# Kélonia

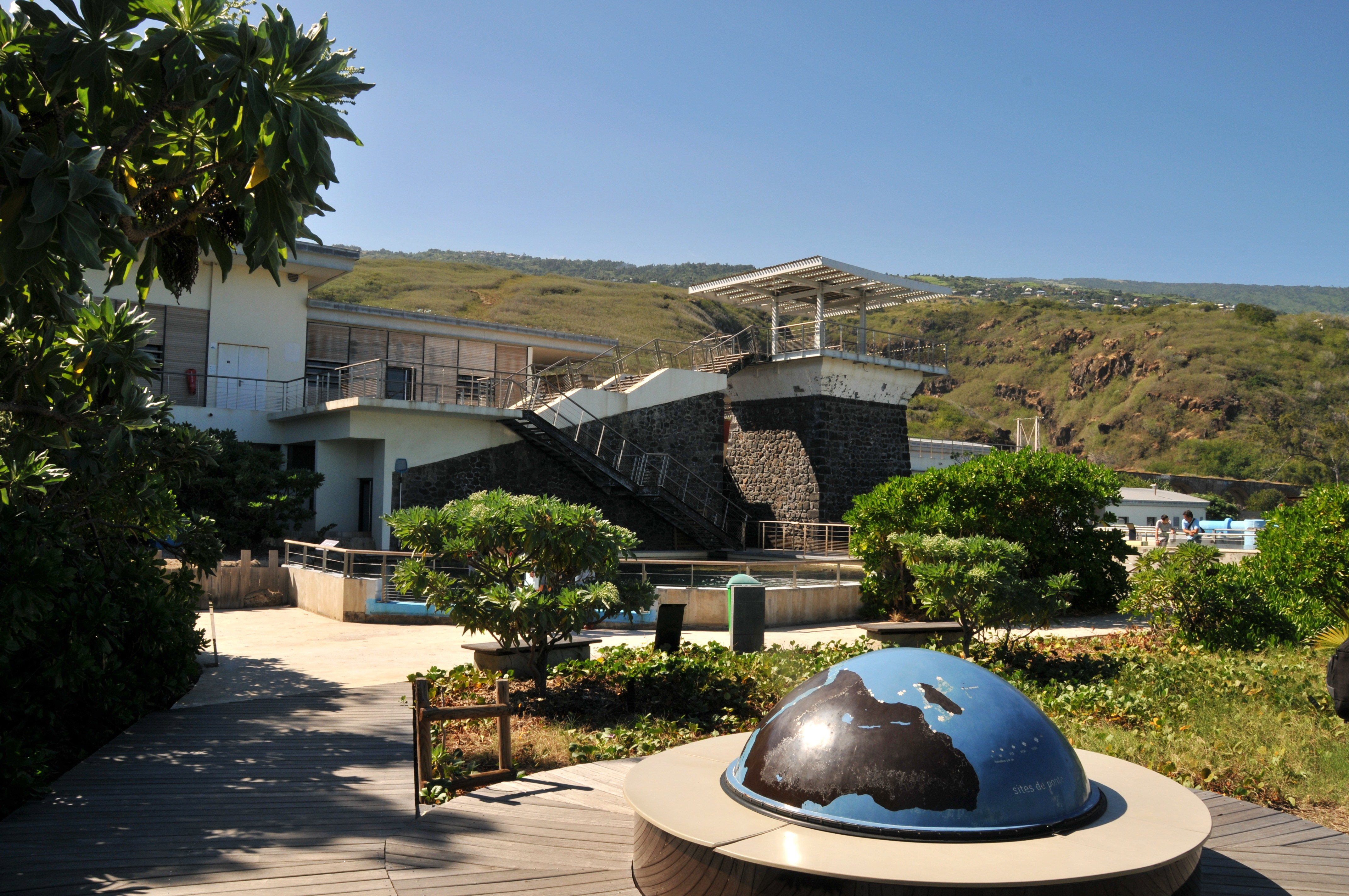
Vue de l'observatoire des tortues marines. L'ancien four à chaux est devenu une tour d'observation.

Kélonia (sous titré "L’observatoire des tortues marines") est à la fois un aquarium, musée, et un centre de recherche, d’intervention et de soins consacré aux tortues marines. Il est installé en bord de mer à proximité de la ville de Saint-Leu, commune de la côte ouest de l’île de La Réunion (océan Indien). Propriété de la région Réunion, il est géré par la société publique locale Réunion des Musées Régionaux.

## Histoire

### Commencements

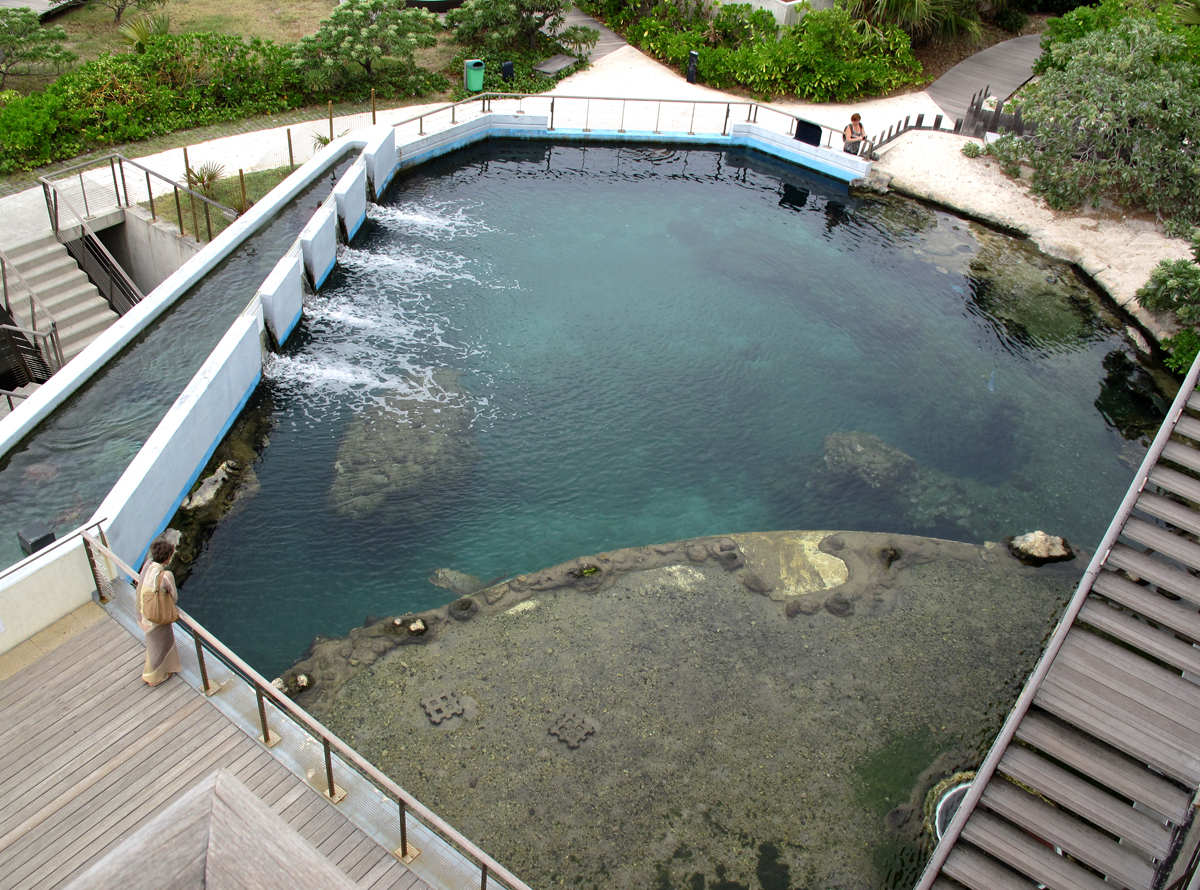
Le grand bassin aux tortues de Kélonia.

Jusqu’en 1969, le site sur lequel se situe l’observatoire des tortues marines est occupé par une chaufournerie. Depuis la colonisation organisée de l’île en 1664, la chaux est utilisée d’abord comme matériau de construction, puis dans les engrais agricoles et dans la fabrication du sucre de canne. Elle est produite à partir du corail ramassé sur les plages ou prélevé dans les lagons. La chaufournerie voit sa production baisser à partir des années 1950 devant la concurrence de la chaux d’importation et du ciment. Le four à chaux, construit en 1940, cessera ses activités en 1960. Le 9 juin 1969, la Préfecture interdit la récolte du corail, ce qui provoque le déclin, puis la disparition de l’entreprise.

### Ferme CORAIL
Le site est alors abandonné jusqu’en 1977, date de l’installation de la Ferme Corail, dont le projet architectural englobe la restauration du four à chaux. La « Ferme Corail » est ainsi nommée à partir de l'acronyme CO.R.A.I.L. (COmpagnie Réunionnaise d'Aquaculture et d'Industrie Littorale).
La Ferme Corail est construite sur le site à partir de 1977. C’est un établissement aquacole qui exploite les tortues marines en utilisant la méthode du « ranching » : des juvéniles sont capturés sur les îles d’Europa et Tromelin (îles Éparses) et élevées en bassin jusqu’à la taille voulue avant d'être abattues pour la commercialisation de leur chair et de leurs écailles. Ces captures sont encadrées par des dispositions prises en vue de la protection de la ressource : seules les tortues naissant de jour, massivement victimes des prédateurs, doivent être prélevées et un quota est fixé par la Préfecture après enquête scientifique. L’élevage parvient à susciter une filière économique locale incluant les restaurateurs et les industriels de l’alimentation, ainsi que des formations à l’artisanat utilisant les écailles. L’établissement s’ouvre au public en 1985. Toutefois, devant le renforcement de la législation protégeant les tortues marines, la Société Bourbonnaise d’Aquaculture, gestionnaire de la ferme de 1986 à 1997, élèvera et commercialisera le tilapia du Mozambique en vue de diversifier sa production. Cet élevage sera abandonné en 1997 peu après celui de la tortue verte.

### Changements de législation
En 1981, les tortues marines sont classées à l’Annexe I de la Convention sur le commerce international des espèces de faune et de flore sauvages menacées d'extinction (CITES ou Convention de Washington), signée par la France en 1978, qui en interdit le commerce international tant pour leur chair que pour les produits dérivés. Un arrêté préfectoral pris en 1983 protège les tortues sauvages à La Réunion, ce qui permet à la France de tenter d’obtenir des dérogations pour leur élevage. Le 1er janvier 1984, le décret de mise en application de la Convention rend ses dispositions effectives, mais un délai est accordé à l’élevage. Cependant, un combat soutenu est mené localement par des associations écologistes contre la Ferme Corail en vue de l’application des dispositions internationales. Ces associations dénoncent notamment les conditions d’élevage des animaux.
En 1989, la Région Réunion devient propriétaire des terrains et bâtiments de la Ferme Corail. Elle entend soutenir la filière tortue et intervient auprès des ministères concernés pour obtenir un cadre juridique défini en accord avec les dispositions de la CITES. Mais en 1994, le ministère de l’Environnement s’oppose définitivement à l’élevage commercial.

### De CORAIL à Kélonia
Le Conseil régional décide donc en septembre 1997 de la réhabilitation de la Ferme Corail, qui sera gérée par une association créée à cette fin, le Centre d’Études et de Découverte des Tortues Marines (CEDTM), à la suite d'une mission d’expertise mandatée par le Ministère et d'une étude de faisabilité menée par l’IFREMER. Cette association aura pour missions, dans le cadre d’une délégation de service public, de gérer le site et de préparer sa réhabilitation, tout en assurant la conservation du patrimoine naturel et culturel en relation avec les tortues marines et le développement de programmes d’études et de conservation des tortues dans le cadre d’une coopération régionale. Le chantier de réhabilitation commence en 2004, l’observatoire des tortues marines Kélonia est inauguré le 18 août 2006. À cette occasion et symboliquement, une tortue de six mois est rendue à la mer. L’association CEDTM gèrera Kélonia jusqu’à ce que, le 1er janvier 2013, la Région confie sa gestion comme celle de l’ensemble des musées de l’île, propriétés de la collectivité, à la société publique locale Réunion des Musées Régionaux (SPL RMR).

## Études et conservation
Kélonia participe au suivi des tortues marines dans les îles Éparses du sud-ouest de l’océan Indien mené par l'Institut français de recherche pour l'exploitation de la mer (IFREMER) avec la participation des Terres australes et antarctiques françaises (TAAF), de la Gendarmerie Nationale, des Forces armées de la zone sud de l’océan indien (FAZSOI) et des agents de Météo France. D’autres programmes d’étude et de conservation impliquent divers pays de la région : les Comores, Madagascar, les Seychelles, l’Afrique du Sud, la Tanzanie, le Mozambique, mais aussi plus au nord Oman, dont les balises Argos équipant certaines tortues ont prouvé l’implication via les migrations. Des balises solaires, moins coûteuses, plus simples à fixer sur les carapaces et d’une plus grande autonomie, sont utilisées depuis 2013. Les informations sont saisies dans la base de données TORSOOI (Tortues Marines du Sud-Ouest de l’Océan Indien) développée par l’IFREMER et Kélonia. Elles concernent la fréquentation des plages de ponte, les stratégies de reproduction, les processus d’orientation liés aux migrations entre sites de ponte et lieux de nourrissage, le comportement alimentaire et l’impact sur les biotopes concernés, la génétique des populations et les interactions entre pêcheries et tortues de façon à pouvoir limiter les prises accidentelles.
Des actions régionales sont menées en vue de susciter des mesures de protection dans les pays de la zone de migration, comme à Madagascar, ou la création de réserves naturelles et de Znieff (Zones Naturelles d'Intérêt Écologique Faunistique et Floristique), comme à Mayotte.
Sur le plan local, les populations de tortues marines sont suivies à La Réunion depuis 1996 par comptage aérien, des plages de ponte ont été réhabilitées en recréant la végétation d’arrière-plage depuis 1999, un programme de pose de balises Argos a démarré en 2008, un programme de photo-identification par l’écaillure des profils de la tête des tortues a été développé,, un partenariat avec les pêcheurs locaux est régulièrement consolidé en vue de soigner les tortues capturées accidentellement, etc. Des publications scientifiques sont régulièrement éditées à partir des diverses données recueillies au travers de ces activités. Kélonia a de surcroît créé deux chartes d’approche des tortues, la première concernant la ponte, la seconde l’observation en mer.
Ces efforts commencent à porter leurs fruits, mais la situation reste critique. La population reproductrice à La Réunion (en moyenne une femelle par an depuis 2004) est extrêmement faible, et par conséquent vulnérable. Dans les autres îles Mascareignes, les taux sont encore plus insuffisants, faute probablement d’avoir démarré un programme de restauration des plages de ponte.

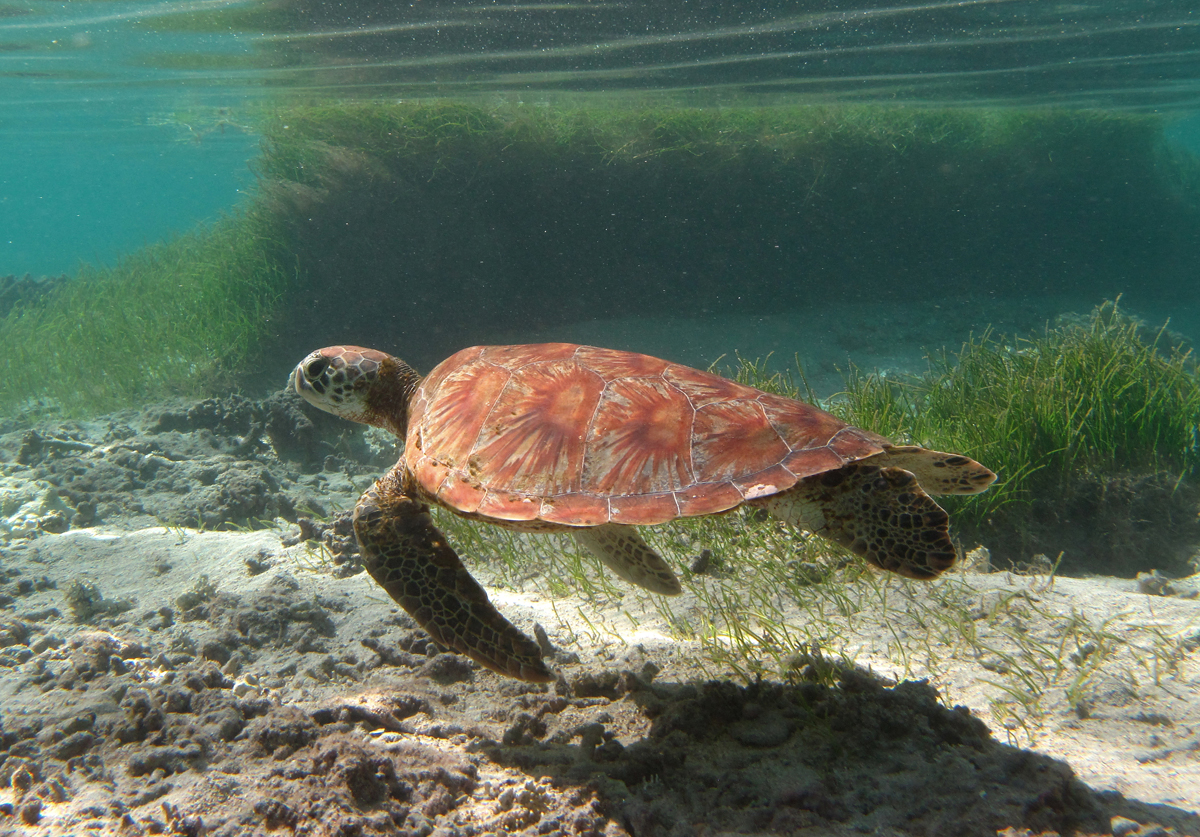
tortue verte immature (Chelonia mydas) en liberté dans le lagon de l'Ermitage, baptisée « Erin » dans le programme de photo-identification.
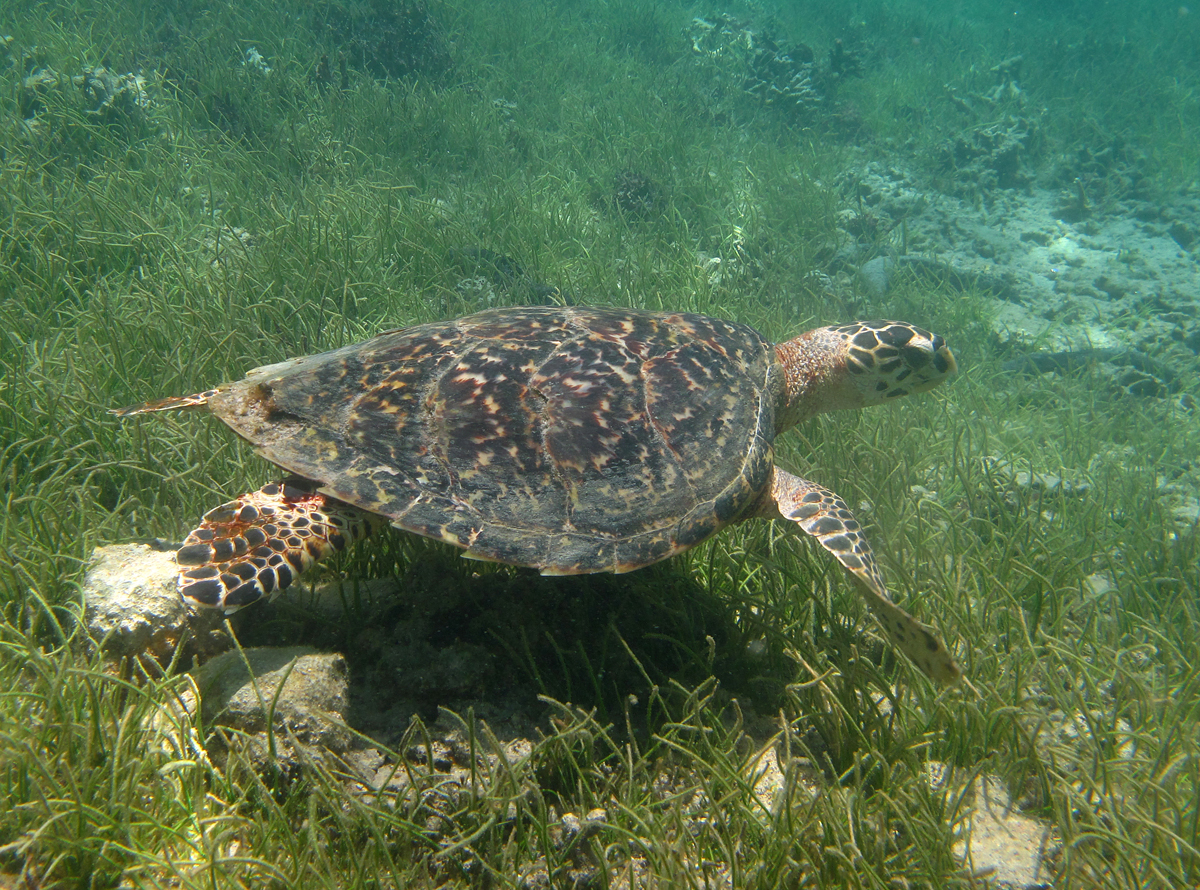
Tortue imbriquée immature (Eretmochelys imbricata) dans le même lagon, baptisée « Goewyn » dans le programme.

## Centre de soins

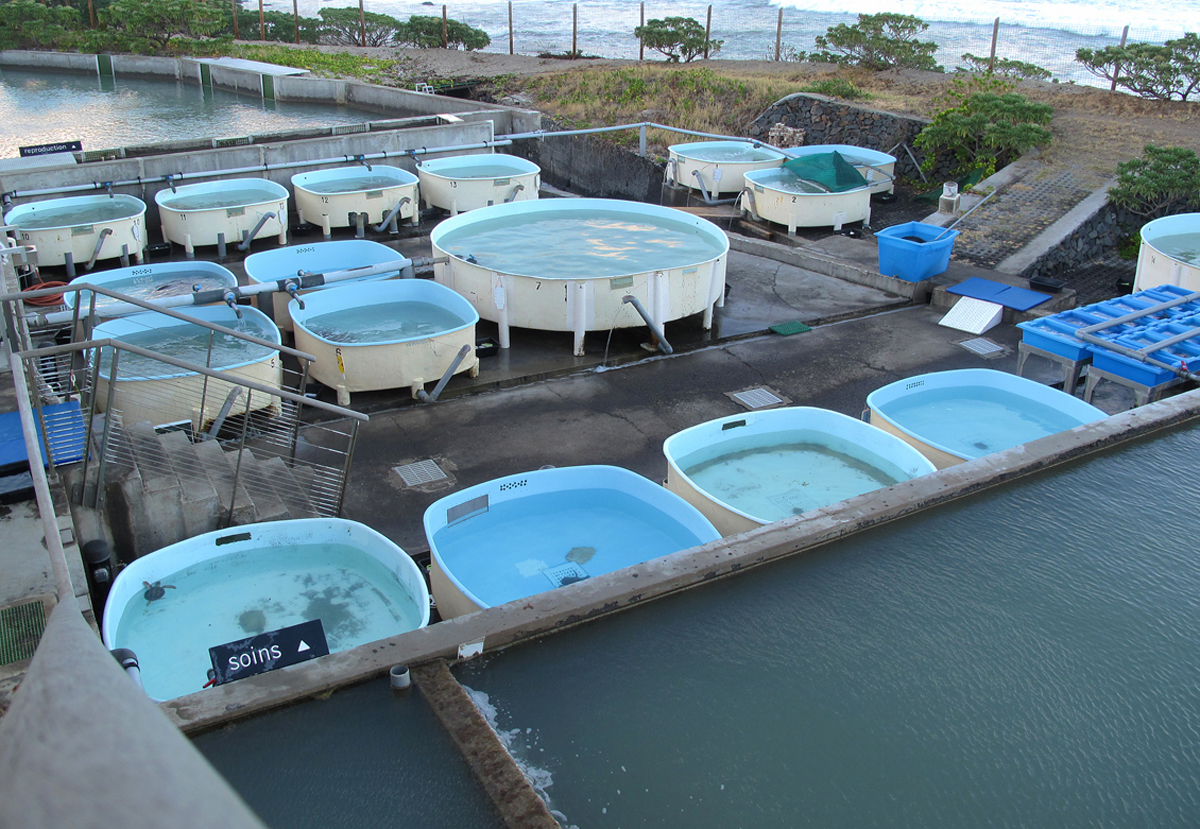
Les bacs du centre de soins.

Kélonia possède un centre de soins aux tortues marines sauvages. Des bassins individuels sont spécialement affectés aux tortues blessées ou malades. Elles sont soignées sous contrôle vétérinaire avant d’être relâchées en mer, pour celles qui peuvent assurer leur survie. Les blessures viennent de chocs avec des bateaux ou des jet skis, parfois avec leurs hélices, de pêche accidentelle, d’ingestion de fils de pêche jetés par les pêcheurs, ou de déchets en plastique. Elles peuvent encore venir du braconnage. Il y a aussi des cas de maladie liés à la pollution des eaux.
Entre 2006 et 2012, 163 tortues ont ainsi pu être soignées, dont 66 tortues vertes, 10 tortues imbriquées, 73 tortues caouannes et 14 tortues olivâtres. Le plus gros contingent venait de blessures liées à des captures accidentelles à la palangre. 85 % de ces tortues sont relâchés, les 15 % restants concernant celles qui ne survivent pas ou les animaux amputés, qui ne peuvent plus vivre en mer de façon autonome et sont conservés dans les bassins de Kélonia. Le retour des tortues en bonne santé dans leur milieu naturel est l’occasion d’actions de sensibilisation auprès du public, notamment des scolaires.
L’observatoire se charge aussi, lorsque cela est nécessaire, de l’assistance aux nids menacés par de fortes houles. Ainsi, en 2011, deux nids condamnés ont été déplacés sur la plage artificielle de Kélonia. Les petites tortues, après avoir été mesurées, pesées et photo-identifiées, ont été ramenées sur la plage de ponte pour qu’elles la descendent en s’imprégnant de ses caractéristiques physico-chimiques, de façon à pouvoir la retrouver, à l’âge de la maturité sexuelle, pour y pondre vingt ans plus tard. Six nids ont ainsi pu être partiellement ou totalement sauvés de la houle entre 2007 et 2012.

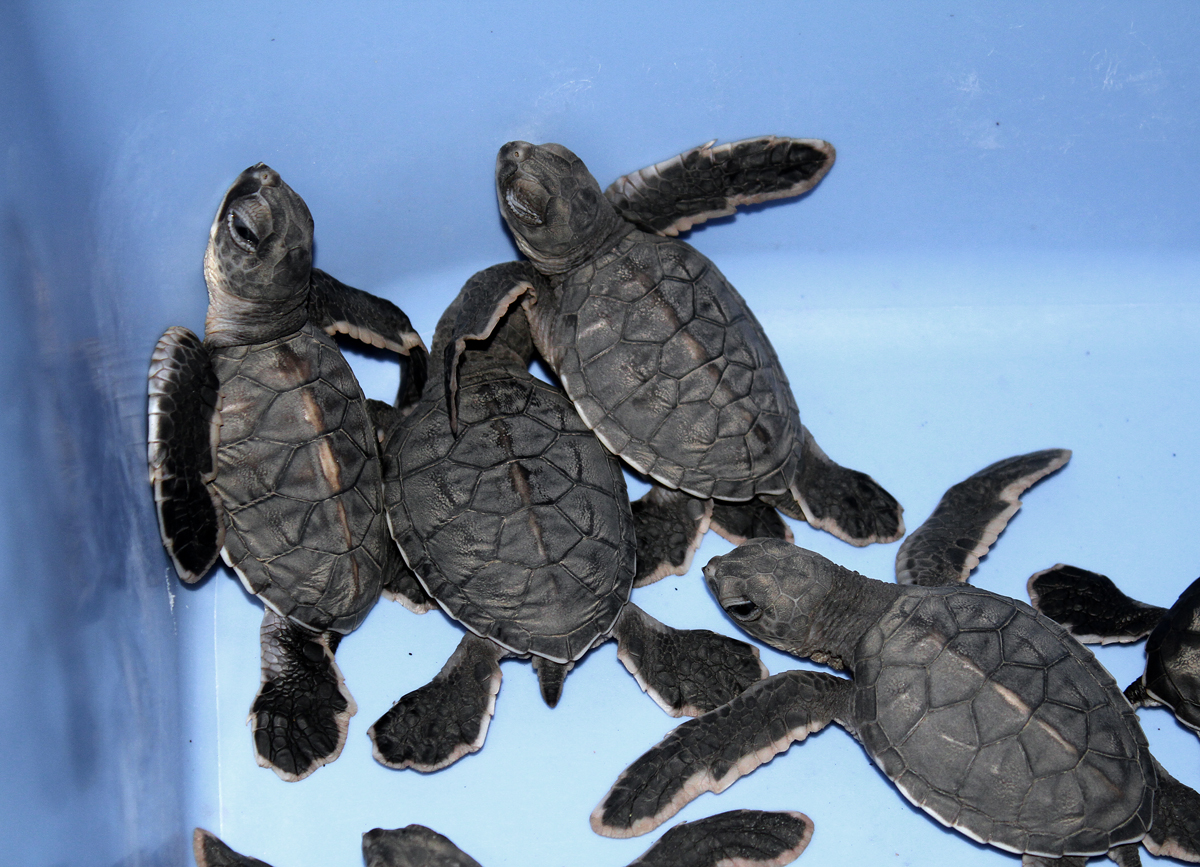
Ces nouveau-nés de tortue verte vont être pesés, mesurés, photo-identifiés, puis déposés en haut de la plage sur laquelle les œufs ont été pondus. Leur nid n'aurait pas survécu à un épisode de forte houle.
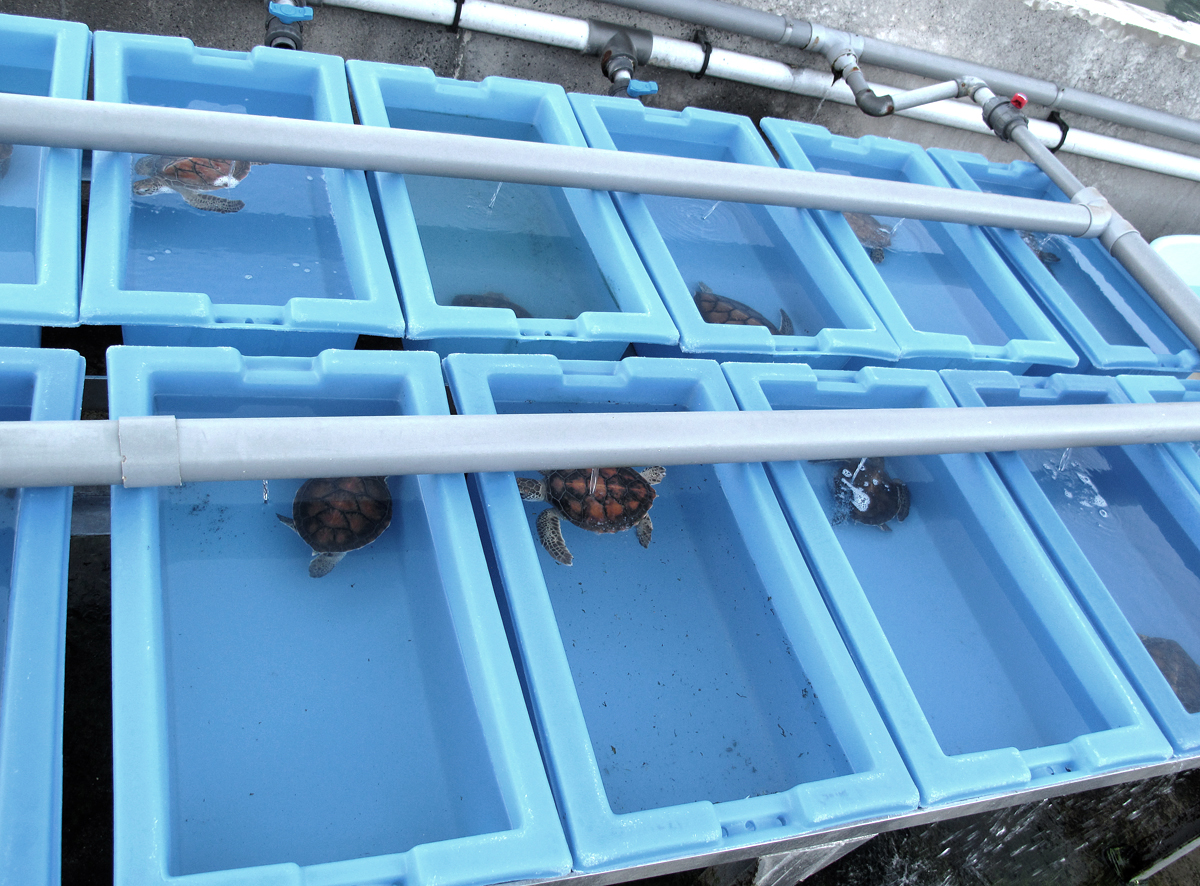
Immatures en croissance. Ils ont été retirés d'un nid menacé par la houle et seront relâchés lorsqu'ils feront environ 1 kg, équipés d'une balise solaire.
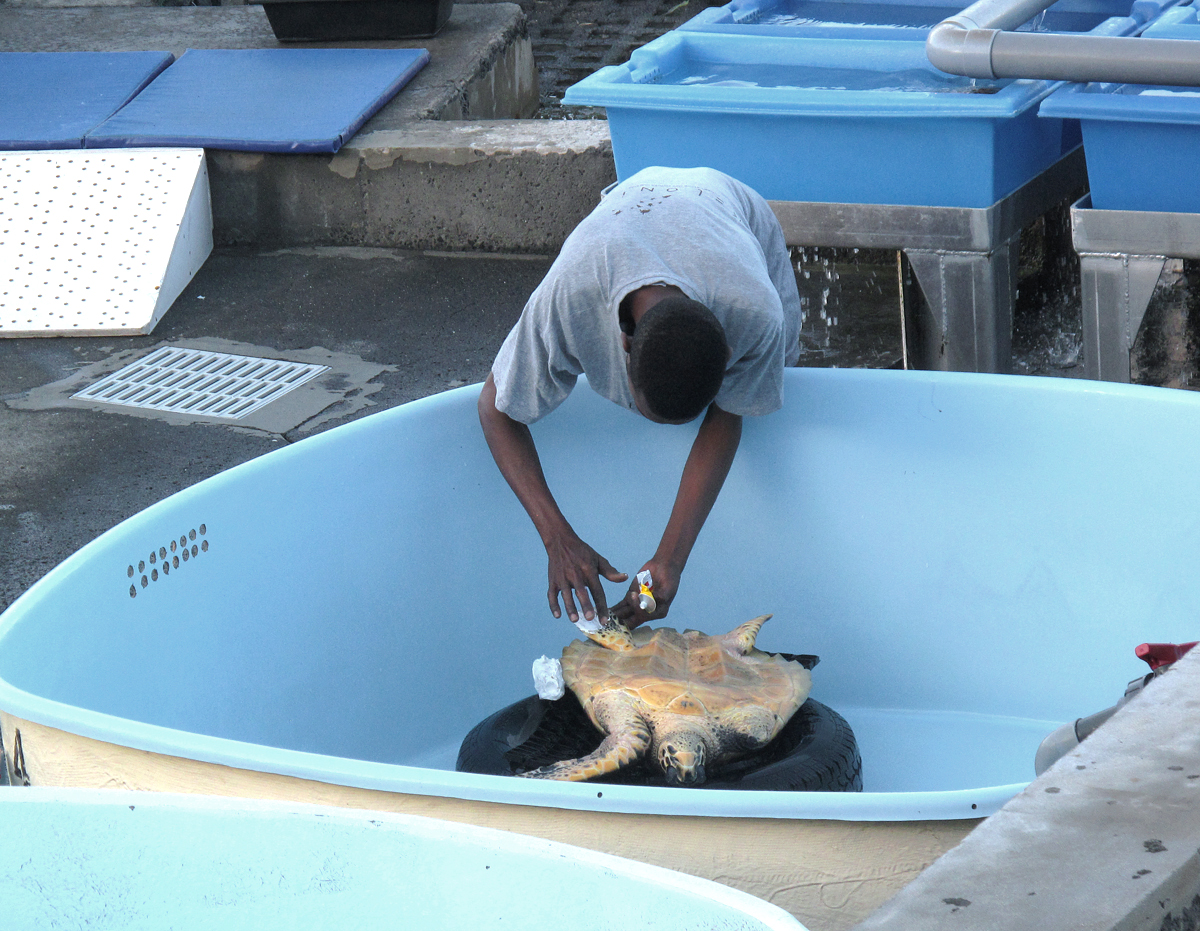
Cette tortue est soignée pour des lésions cutanées au niveau de la carapace et des nageoires.
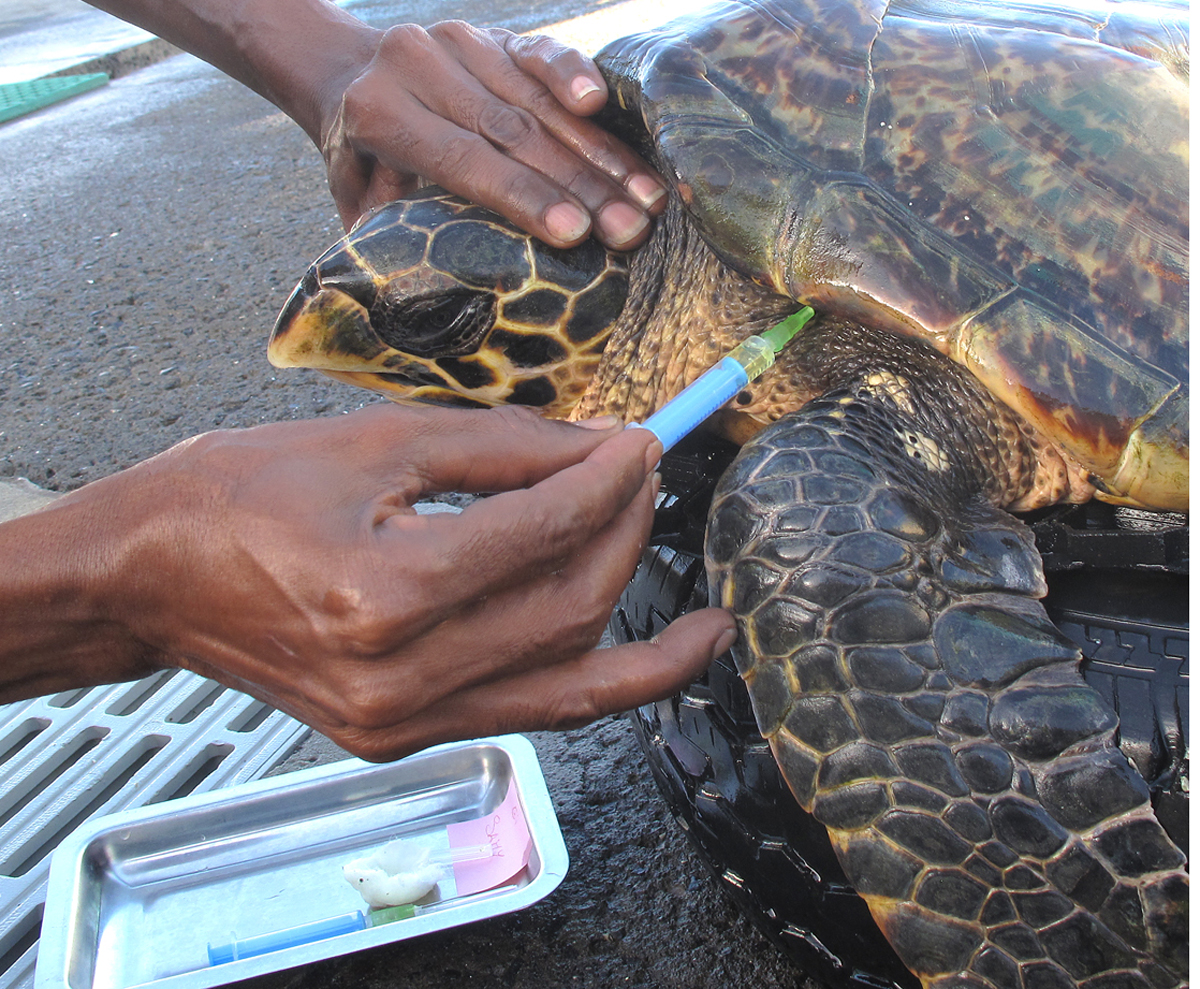
Cette tortue reçoit un antiparasitaire.
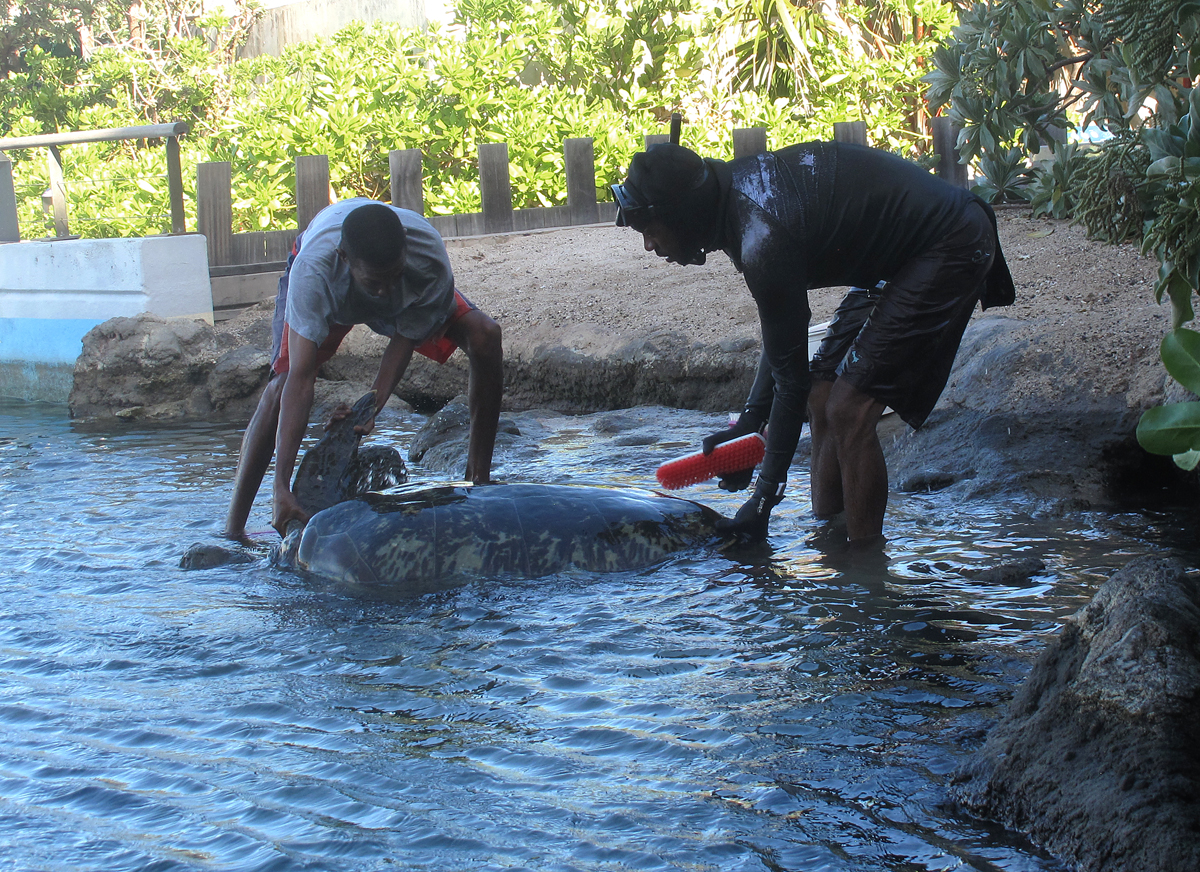
Les soigneurs David et Alain brossent une tortue pour éliminer les algues qui poussent sur sa carapace.

## Sensibilisation

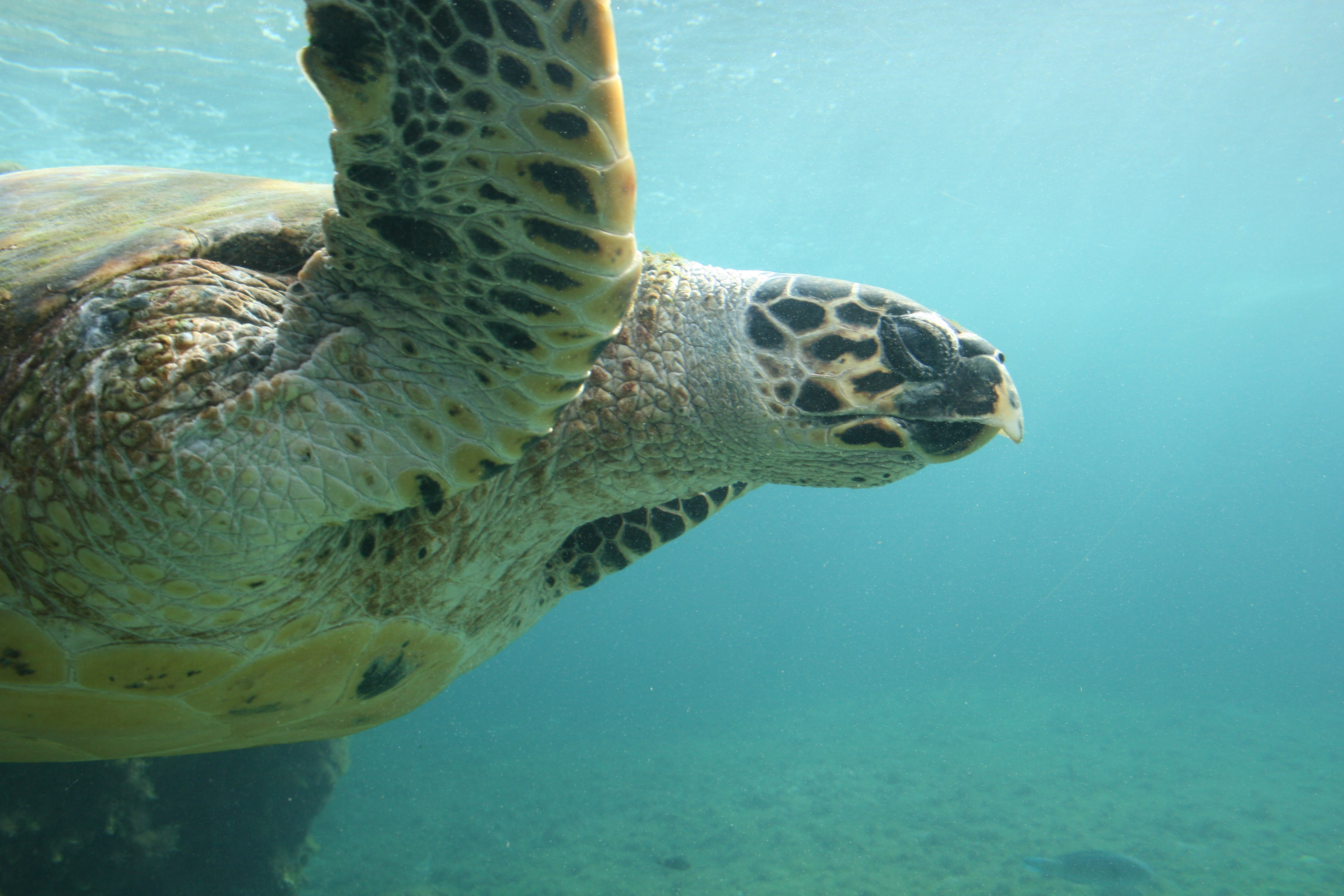
Une tortue imbriquée (Eretmochelys imbricata) dans l'aquarium.

Trois espaces muséographiques se succèdent dans les locaux de l’observatoire : 
- L’espace « Découverte » reconstitue les habitats des tortues marines (plage de ponte et tombant de récif). Les visiteurs peuvent voir les tortues hébergées dans un bassin de 500 000 litres à ciel ouvert alimenté par la mer, et les observer ensuite dans un panorama sous-marin à travers une vitre courbe de 20 m2 constituant une des parois de l’aquarium. On peut y voir aussi des poissons dont les larves ont passé le barrage des filtres, et qui participent de la création d'un biotope. Six tortues de quatre espèces différentes évoluent dans le bassin. Le public peut aussi voir sans les approcher les tortues dans certains bacs du centre de soins disposés à cette fin.
- La salle « Confrontation » expose les rapports étroits qui se sont tissés entre les sociétés humaines et les tortues à travers les époques et les lieux de rencontre. Ces reptiles, outre l’apport de nourriture et de matière première, ont aussi une valeur culturelle, notamment mythologique ou religieuse[24], pour les peuples qui les connaissent depuis toujours.
- La salle « Avenir » provoque la réflexion sur la problématique actuelle liée aux tortues : leur nécessaire préservation ne peut pas ignorer les réalités socio-économiques des communautés humaines qui vivent sur leurs habitats. Il faut donc allier la recherche scientifique, susceptible de proposer des solutions à partir des connaissances acquises, le développement d’une coopération régionale en vue de la gestion globale de ces espèces migratrices, et l’implication des communautés locales.

Des multimédias et des bornes interactives permettent d’enrichir la réflexion. Des ateliers pédagogiques destinés aux enfants peuvent être organisés, avec un soutien destiné aux enseignants ou encadrants. Un dessin animé est proposé, sensibilisant aux menaces pesant sur les tortues à travers l’amitié d’une jeune tortue et d’un enfant.
Par ailleurs, Kélonia organise régulièrement des journées de sensibilisation à la conservation des tortues marines.
De nombreuses expositions temporaires sont montées dans le hall de l’observatoire. Les sujets en sont variés, allant de la sensibilisation à la faune marine de la région à des thèmes historiques ou ethnologiques, en passant par l’expression artistique. Des conférences, plus spécifiquement axées sur la faune marine et les tortues, sont proposées régulièrement.

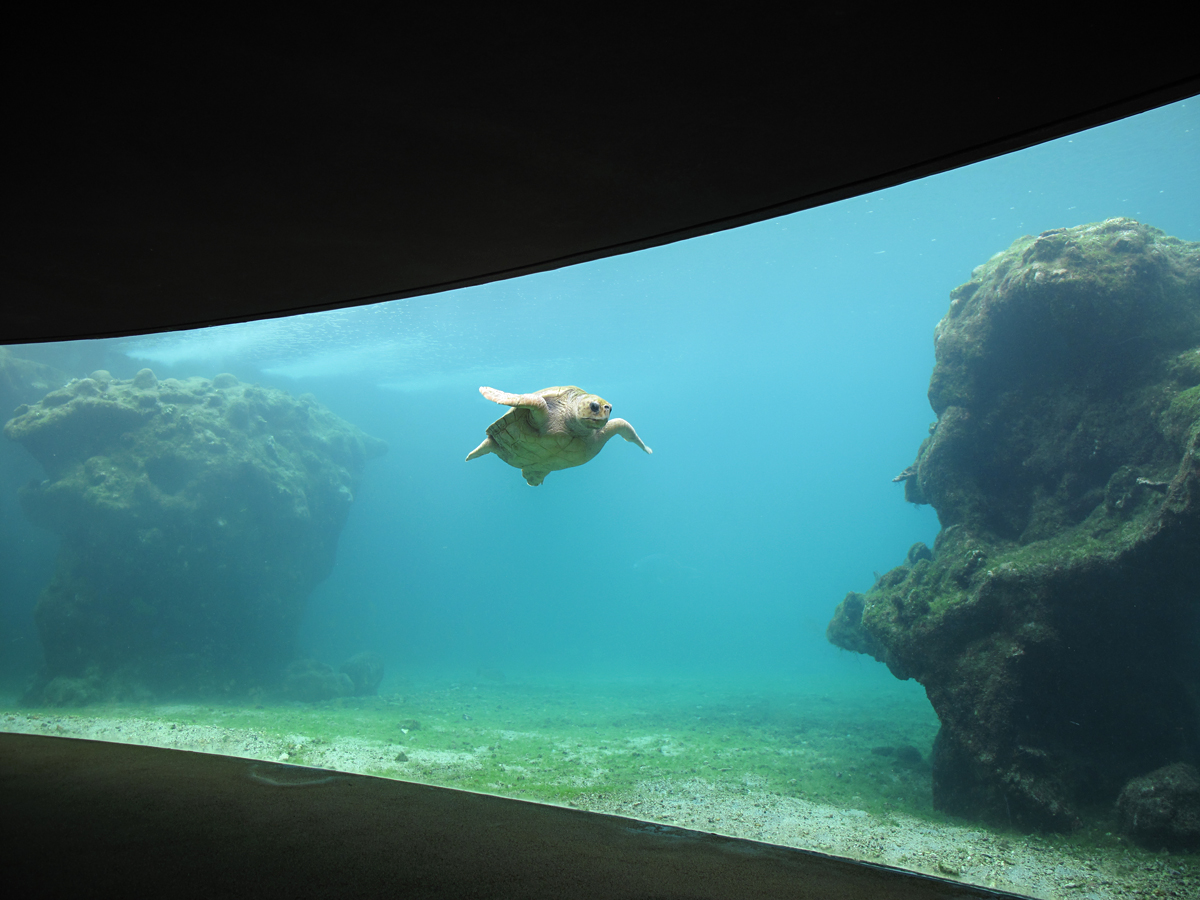
La vue du bassin depuis le mur de verre.
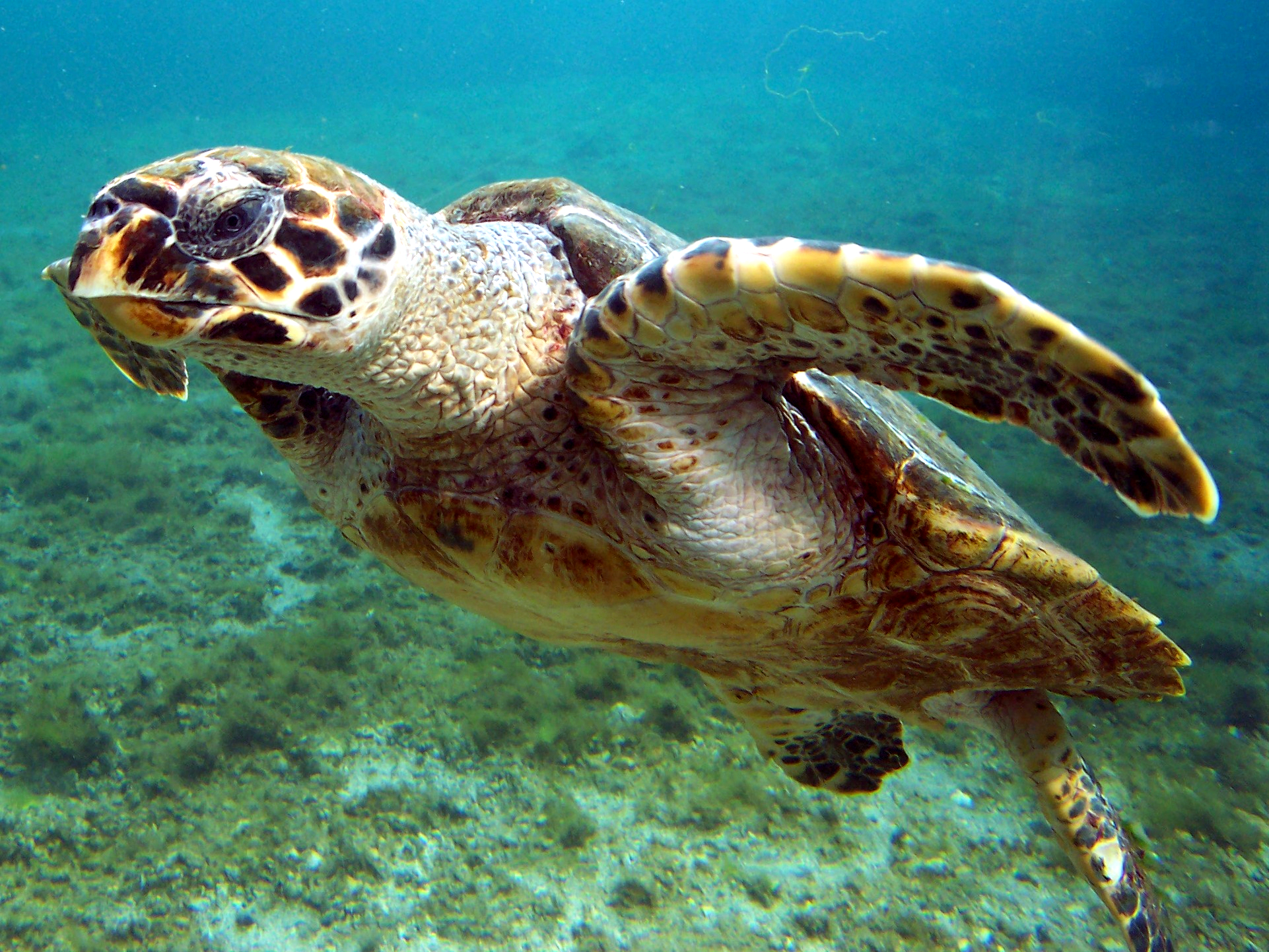
Une jeune tortue imbriquée (Eretmochelys imbricata) dans l'aquarium.
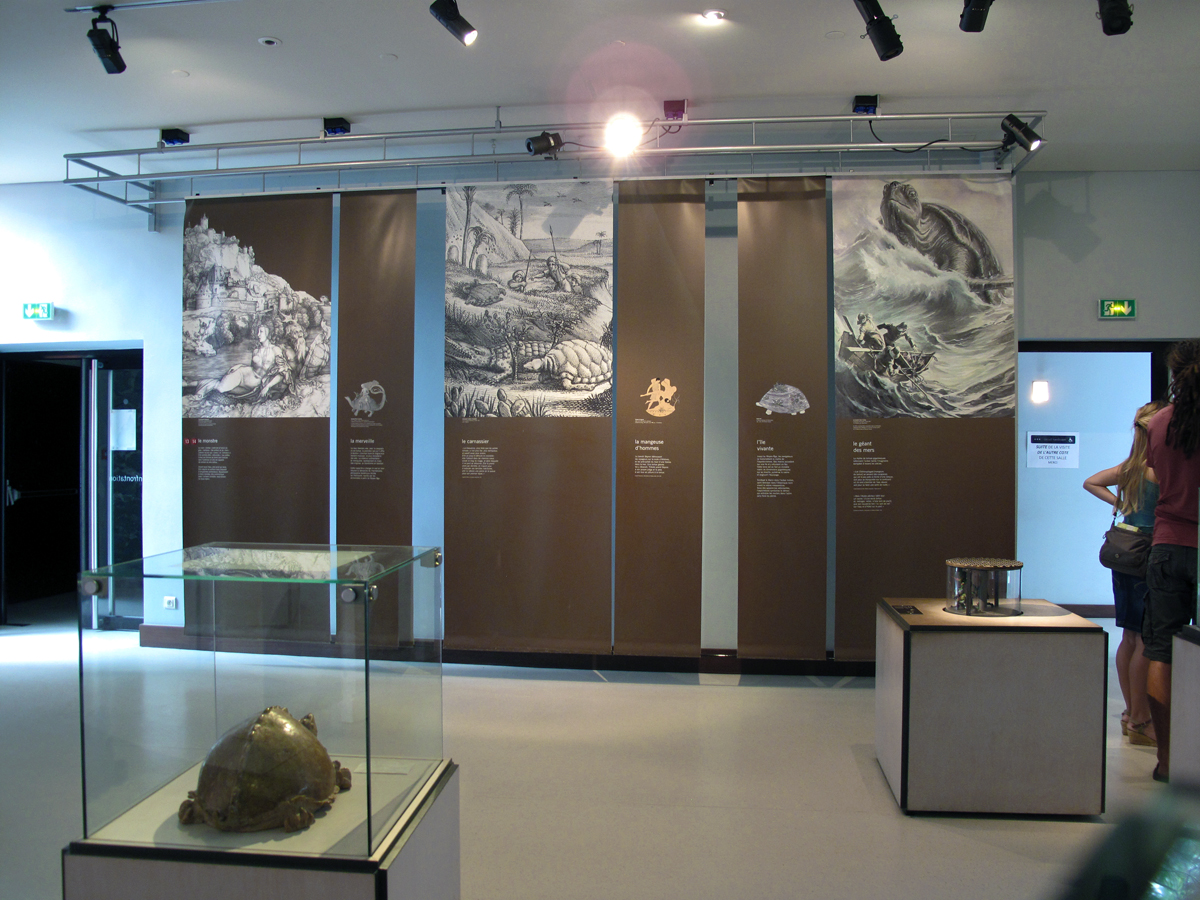
Vue de la salle Confrontation
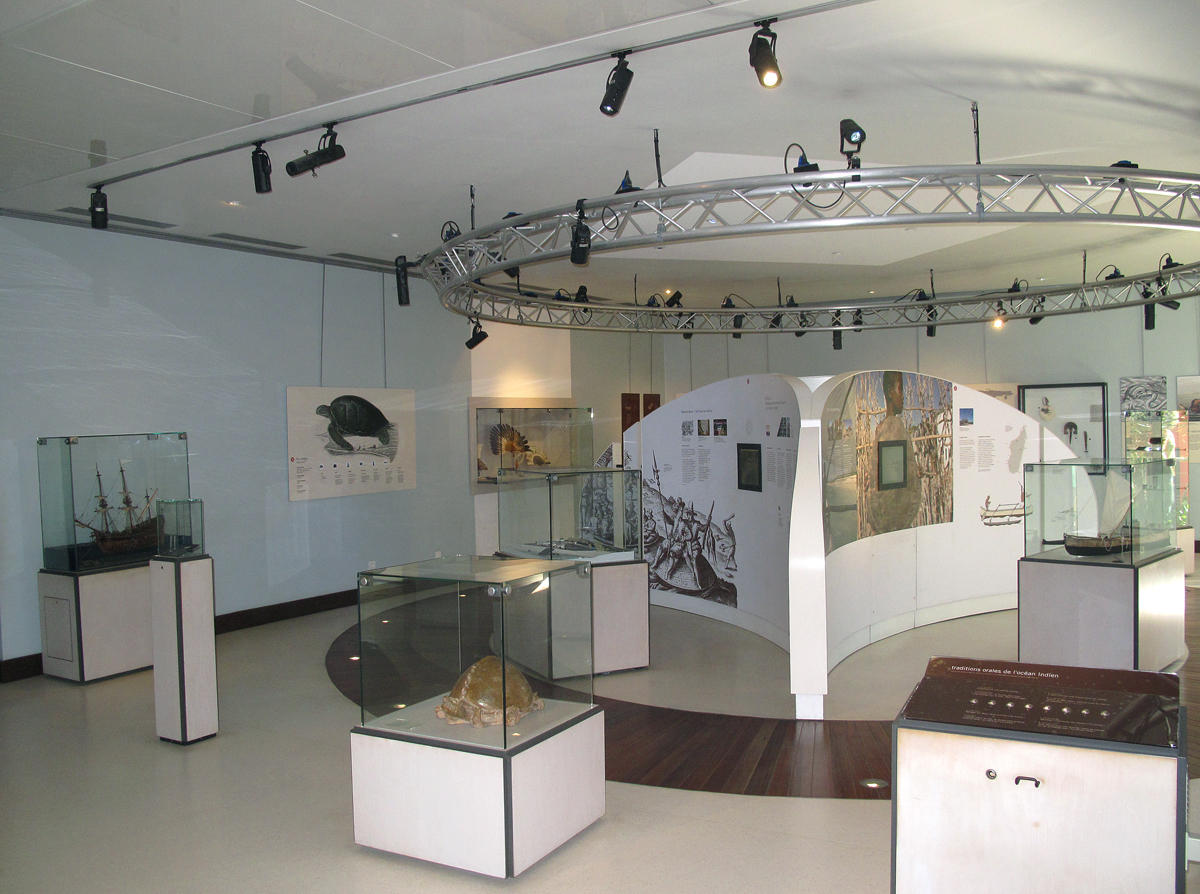
idem
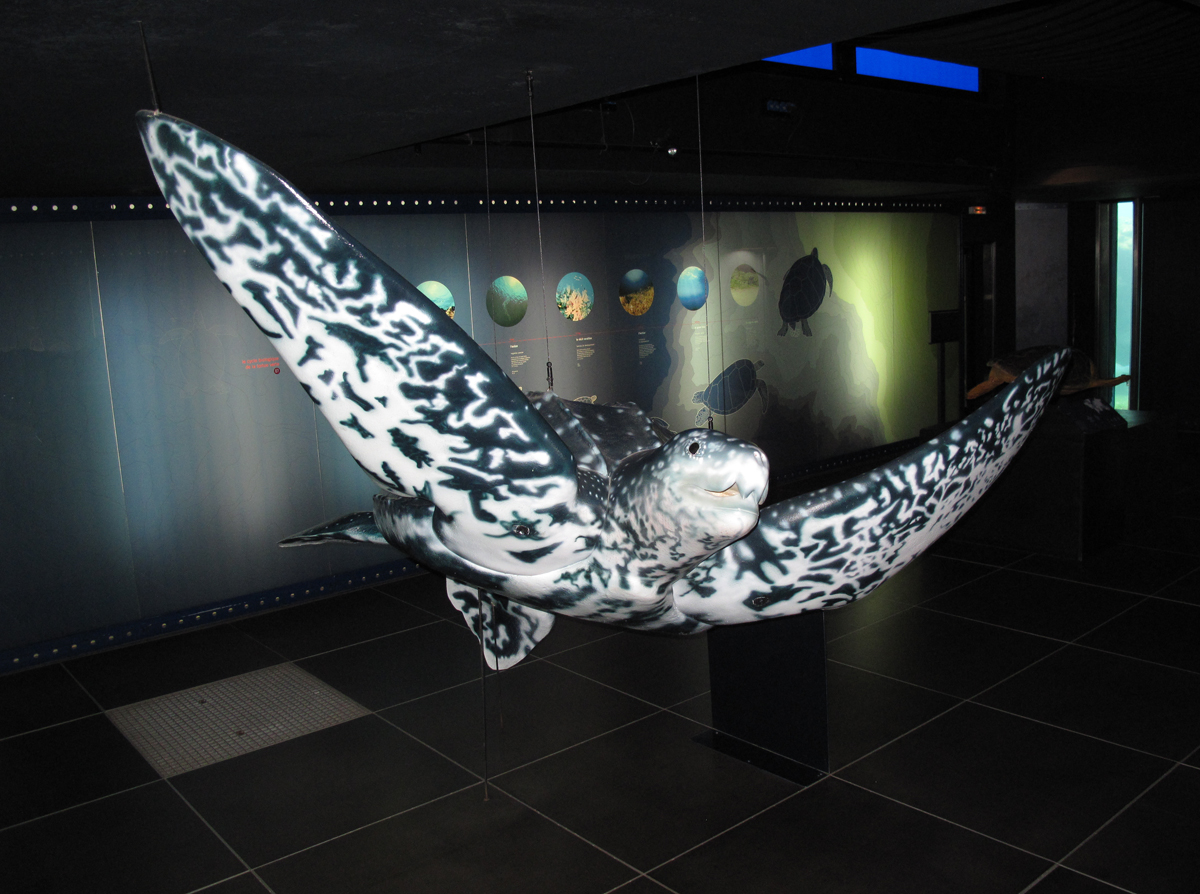
Tortue luth en résine à la salle Découverte.

## Travail de l’écaille

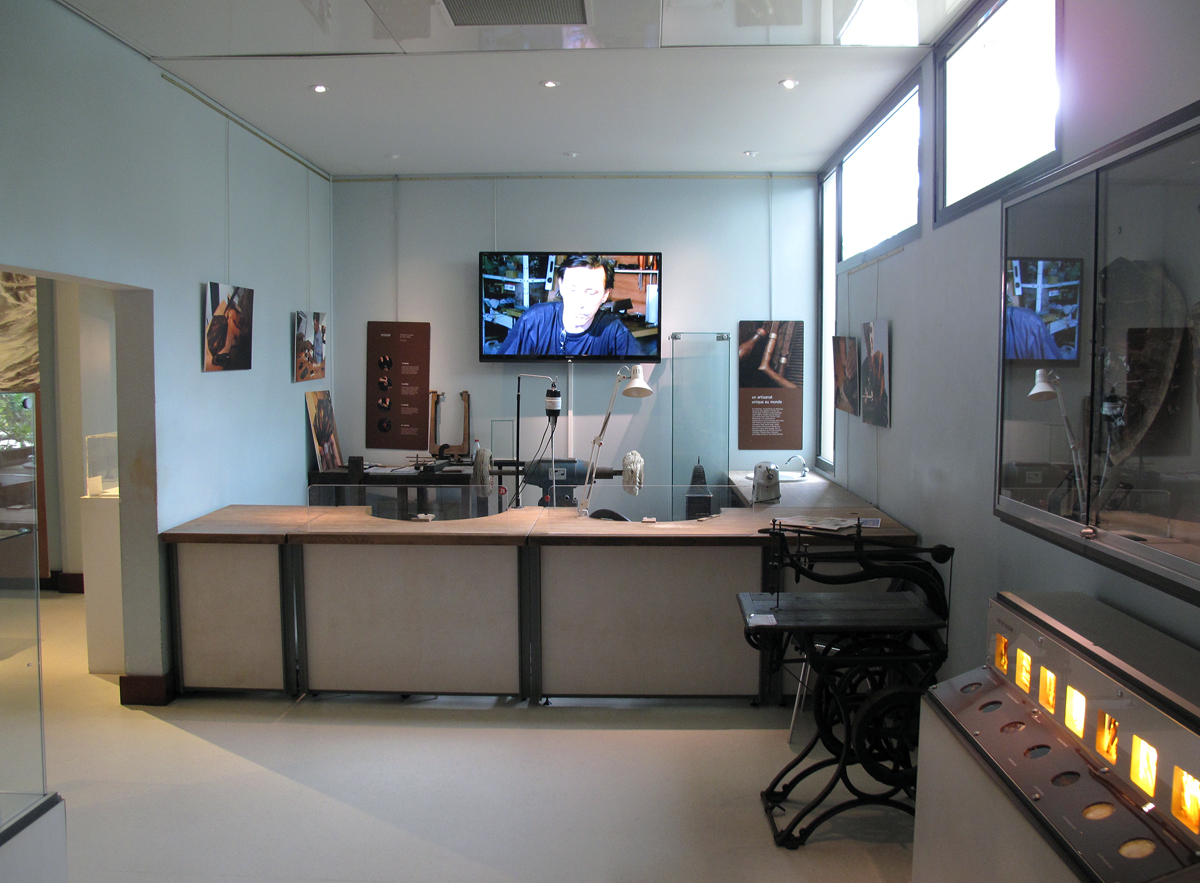
Vue de l'atelier des écaillistes.

Les artisans formés par la Ferme Corail, regroupés depuis 1986 au sein de l’Association des Écaillistes de La Réunion, puis dans la Coopérative des Métiers d’Art de Bourbon en 1997, se sont engagés à ne travailler que les écailles provenant de tortues d’élevage dans le respect de la législation internationale régissant la protection des espèces en voie de disparition.
Le travail de l’écaille n’est désormais possible qu’à partir des stocks constitués antérieurement au 1er janvier 1984, date de mise en application des dispositions de la Convention de Washington. Un inventaire des stocks présents à La Réunion est exigé par le Ministère de l’Environnement en 1998 de façon à ne conserver que l’écaille provenant des tortues prélevées avant 1984. Le travail sur les écailles est réglementé depuis le 14 octobre 2005, par un arrêté ministériel qui prévoit notamment une autorisation préalable à l’utilisation des écailles de tortues. Cette autorisation, qui doit être renouvelée tous les cinq ans, garantit l’origine des écailles, le suivi des stocks et la traçabilité des produits.
Il reste en 2014 quatre artisans en activité. Ce métier d’art est appelé à disparaître quand les stocks légalement constitués seront épuisés, l’estimation étant d’une dizaine d’années. Les écailles ou le cuir peuvent être employées en orfèvrerie, ébénisterie, coutellerie, aussi bien que par les lunetiers et les relieurs.
Depuis 2006, les artisans écaillistes se relaient quatre jours par semaine pour présenter sur le site de Kélonia le cadre réglementaire régissant leur activité, souvent mal perçue, et les techniques utilisées pour travailler l’écaille d’élevage. Ils font découvrir ainsi un savoir-faire condamné à terme. Divers objets et bijoux en écaille de tortue, anciens et récents, sont présentés dans la salle voisine.

## Images

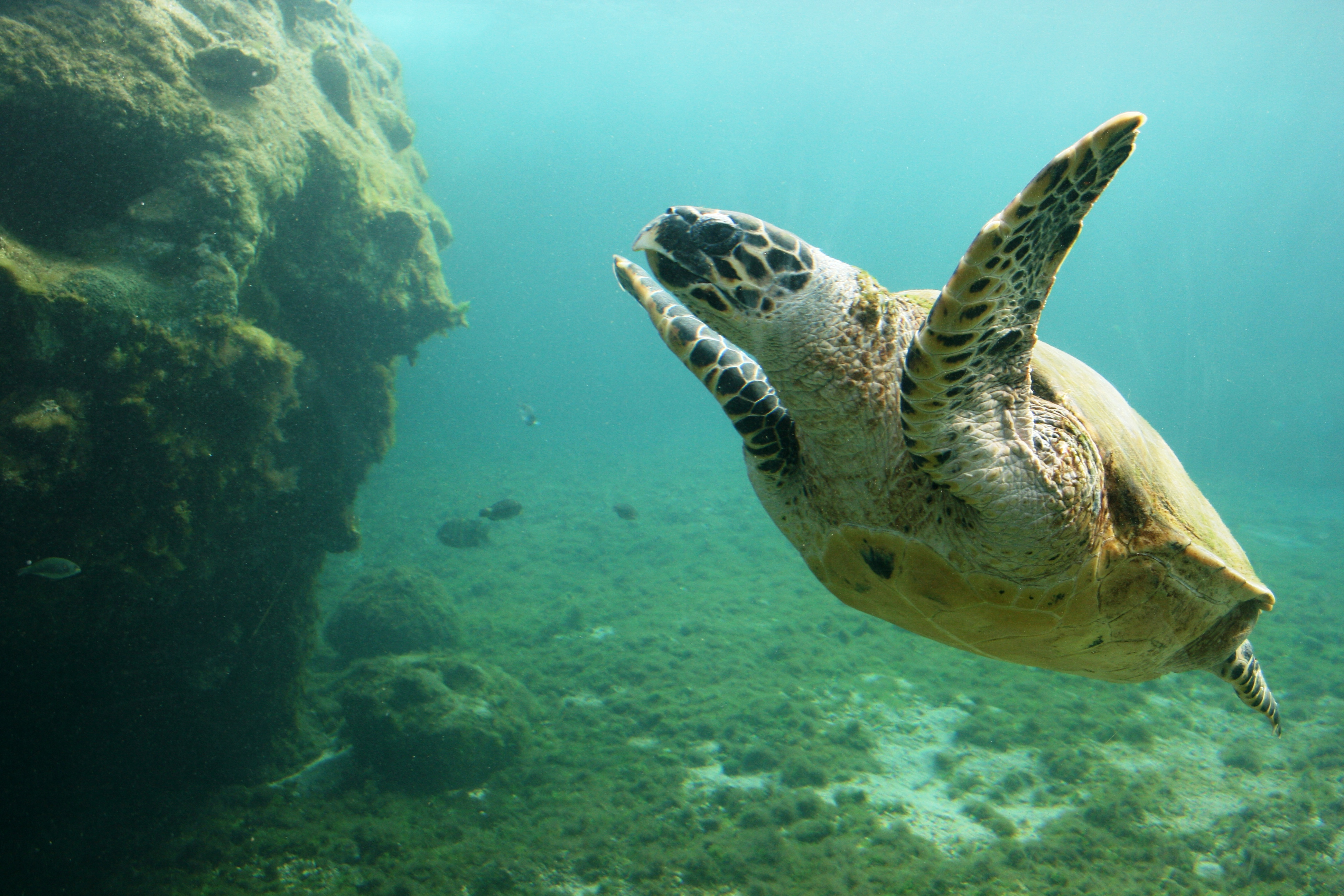
Une tortue imbriquée (Eretmochelys imbricata)
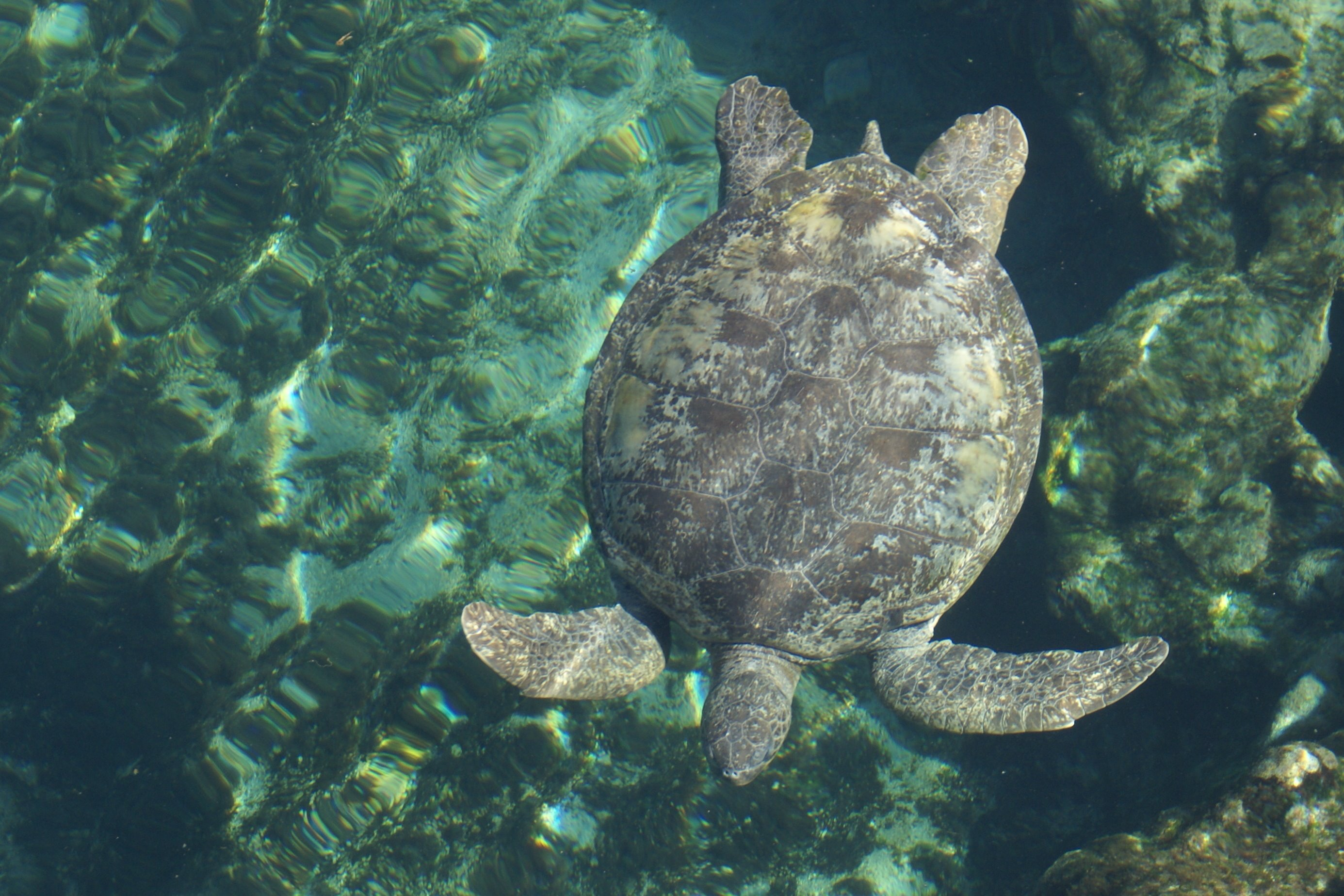
Une tortue verte (Chelonia mydas)
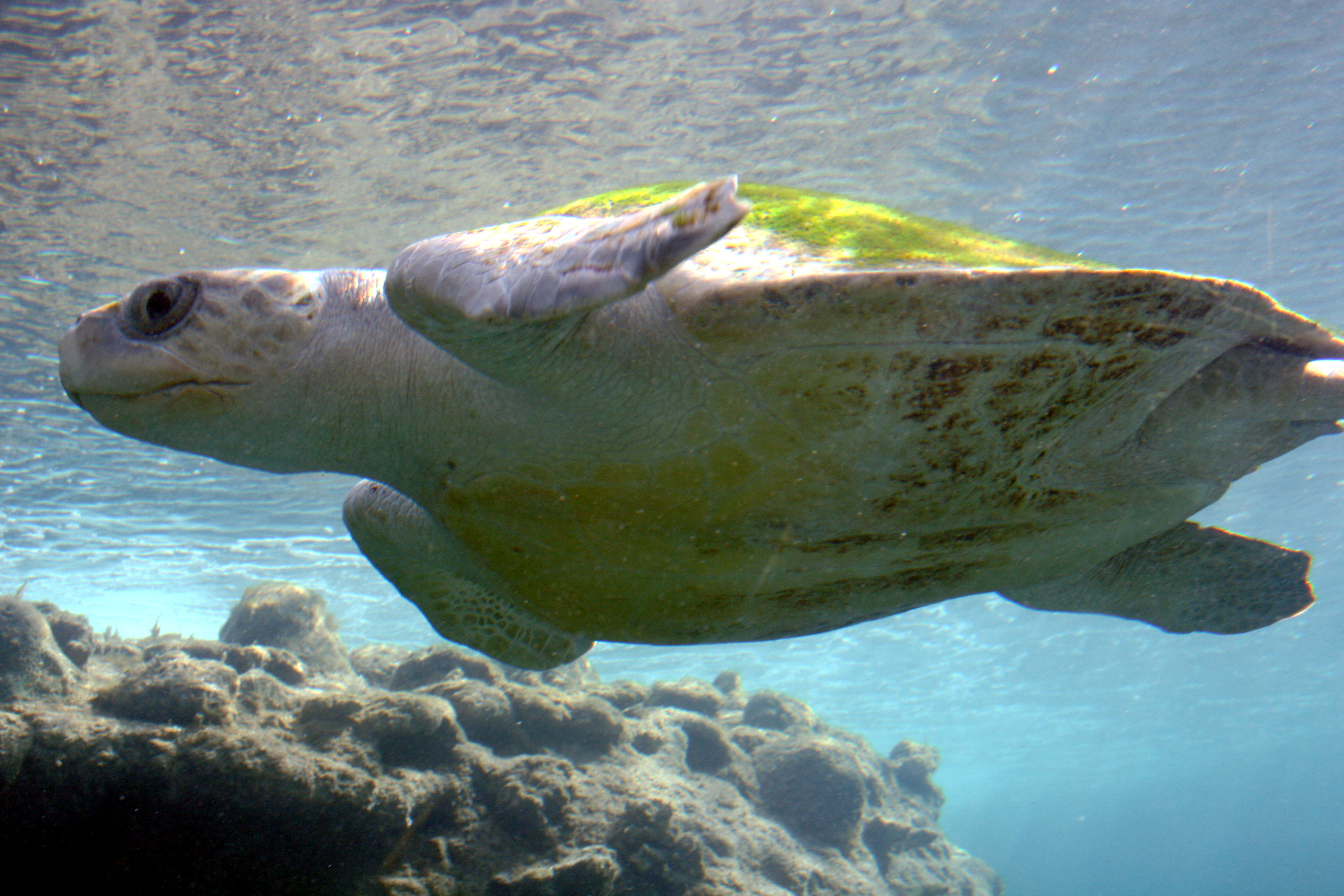
Une tortue olivâtre (Lepidochelys olivacea) albinos.
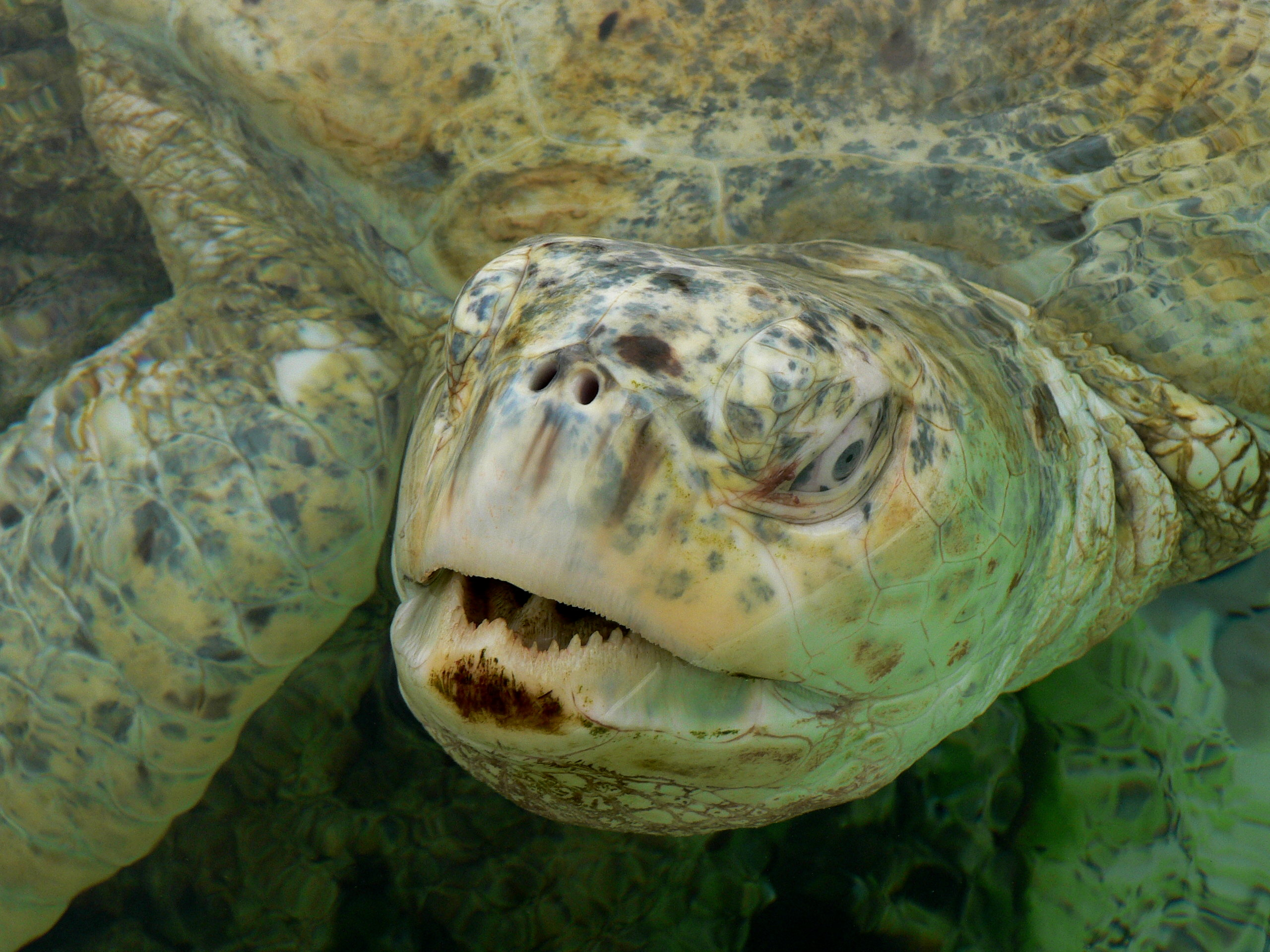
Une tortue verte albinos, nommée « Blanche », qui s'est éteinte en 2011.
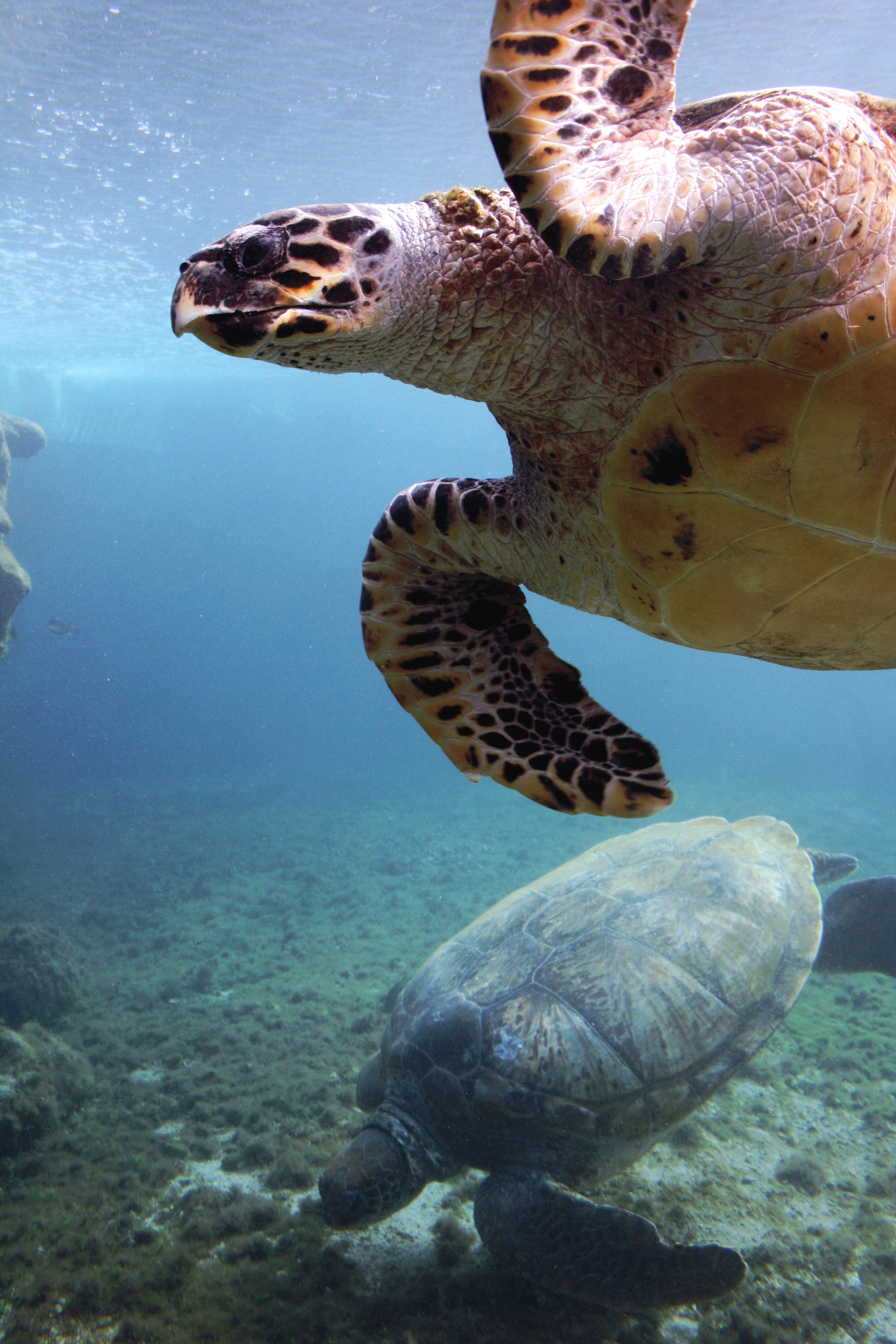
Tortue imbriquée (en haut) et tortue verte (en bas).